# آرام‌اس اومبریا
آرام‌اس اومبریا (به انگلیسی: RMS Umbria) یک کشتی بود که طول آن ۱۵۸٫۲ متر (۵۱۹ فوت) بود. این کشتی در سال ۱۸۸۴ ساخته شد.